# Trefort Ágoston Két Tanítási Nyelvű Technikum
Budapesti Műszaki Szakképzési Centrum Trefort Ágoston Két Tanítási Nyelvű Technikum, vagy korábbi nevén BMSZC Trefort Ágoston Két Tanítási Nyelvű Szakgimnázium, megszokott rövidített nevén: Trefort SZAKI (1990 előtti nevén: Latinca Sándor Gép- és Villamosipari Szakközépiskola) egy budapesti műszaki technikum.

## Története
Az iskolát 1959-ben a Munkaügyi Minisztérium alapította, a szakképzés és a középiskolai képzés szoros kapcsolatának megteremtése végett. A fő cél az volt, hogy az itt végző tanulók teljesíteni tudják a középiskolai érettségi és a szakmunkásvizsga követelményeit egyaránt.
Az iskola eredeti elnevezése („szakmunkásképző középiskola”) szintén ezt tükrözte.
A jelenlegi épületbe 1962-ben költözött át az iskola. Az épületet eredetileg Kós Károly tervezte, és a század elején, 1912-ben adták át. Az új épületnek köszönhetően évfolyamonként négyre bővült az osztályok száma.
Az iskola alapításától kezdve egészen a rendszerváltásig Latinca Sándor nevét viselte. 1990-ben vette fel a magyar művelődéspolitikus, Trefort Ágoston nevét. 2012-ben ismét egy kisebb névmódosítás történt: „Kéttannyelvű Fővárosi Gyakorló Szakközépiskola” helyett már csak „Két Tanítási Nyelvű Szakközépiskola” lett. A 2015-ben elfogadott köznevelési törvény értelmében az iskola felvette a Trefort Ágoston Két Tanítási Nyelvű Szakgimnázium nevet.

## Elhelyezkedése
A főváros XIX. kerületének központjában található, közel a KöKi Terminálhoz, így a tömegközlekedési eszközökkel jól megközelíthető. Tanulóinak többsége a XIX. kerületből, illetve a szomszédos kerületekből, helységekből jár be.

## Galéria

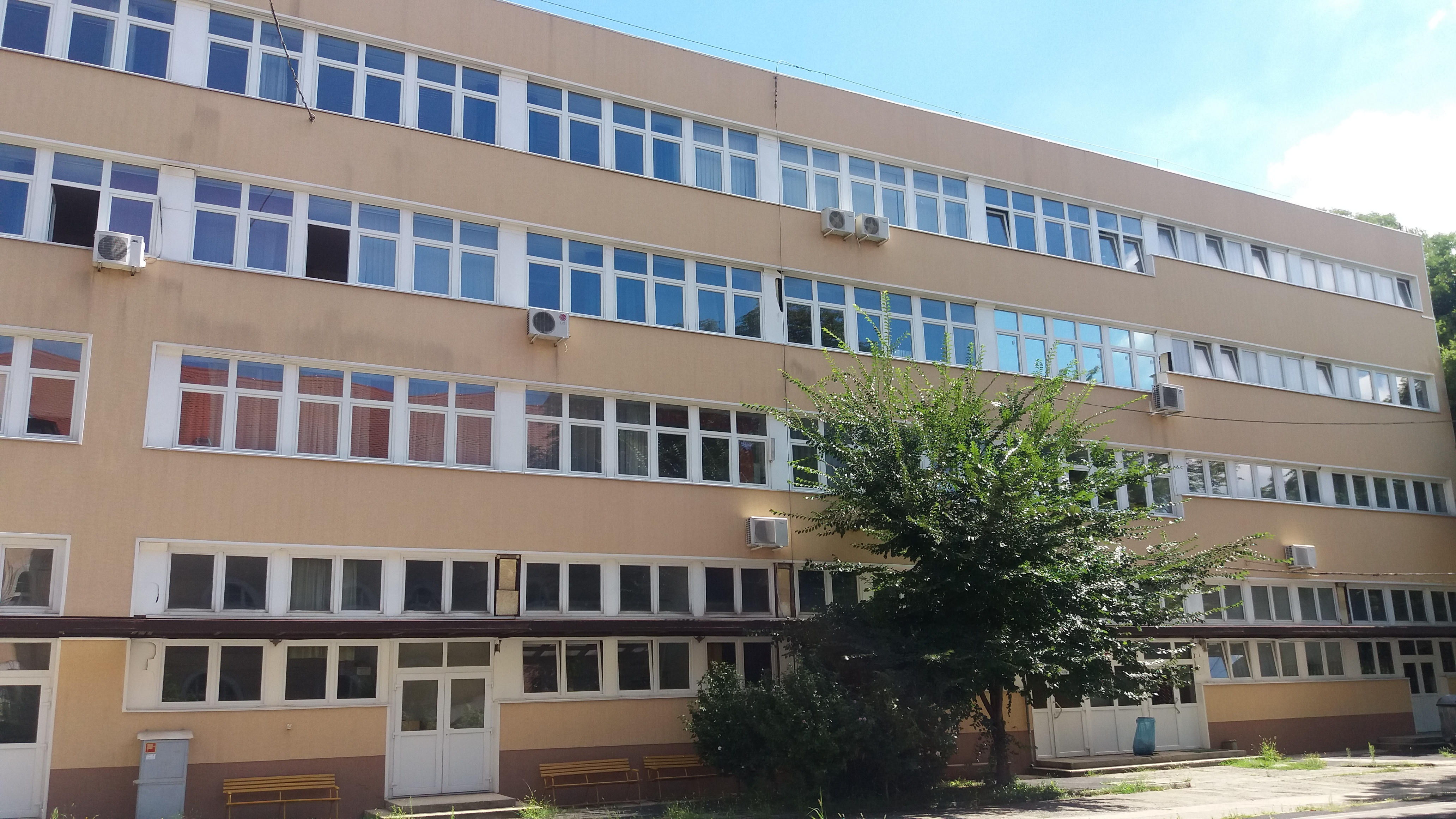
Az iskola B épülete